# Endothelin
Endotheline sind Peptidhormone in Wirbeltieren, die hauptsächlich vom Endothel von Blutgefäßen produziert werden. Endotheline sind die stärksten bekannten vasokonstriktorischen Stoffe, sie wirken aber auch im Zentralnervensystem. Mutationen im für Endothelin-3 codierenden Gen EDN3 können die seltenen Erbkrankheiten Kongenitales Megakolon, Undine-Syndrom und Waardenburg-Syndrom verursachen.

## Paraloge
Es gibt mindestens drei bekannte humane paraloge Varianten des Endothelins, die alle die gleiche Anzahl von 21 Aminosäuren besitzen. Von ihnen zeichnet sich Endothelin-1 (ET-1) durch eine besonders potente Wirkung im Herz-Kreislauf-System aus. Darüber hinaus werden die Paralogen Endothelin-2 (ET-2) und Endothelin-3 (ET-3) gebildet. Während über die Funktion des bevorzugt in der Niere gebildeten Endothelin-2 wenig bekannt ist, konnte für Endothelin-3 zusätzlich eine Bedeutung im Zentralnervensystem (ZNS) nachgewiesen werden. Von ET-3 sind zwei Isoformen bekannt.
Darüber hinaus sind auch zahlreiche strukturell ähnliche Inhaltsstoffe aus Schlangengiften bekannt (sogenannte Sarafotoxine), die eine Endothelinwirkung besitzen.

## Funktion
Als blutgefäßverändernde (vasoaktive) Substanz ist es ein Bestandteil des körpereigenen Systems zur Regulierung des Blutdruckes und hochwirksamer Vasokonstriktor. Seine gefäßverengende und damit blutdrucksteigernde Wirkung ist 100 mal so hoch wie die des Noradrenalins. Es wurde zunächst angenommen, dass es nur im Endothel, einer die Innenwand der Blutgefäße des gesamten Körpers auskleidenden Zellschicht, gebildet werde. Tatsächlich sind aber viele Zellen zur Bildung und Freisetzung von Endothelin in der Lage.
Insbesondere bei Erkrankungen der Herzkranzgefäße, Herzinsuffizienz und Arteriosklerose wird häufig ein erhöhter Endothelinspiegel beobachtet. Er beeinträchtigt auch die Kontraktionsfähigkeit des Herzens, den Herzrhythmus sowie die Durchblutung der Nieren. Seit einiger Zeit wird auch die Bedeutung von Endothelin bei verschiedenen Krebsarten, vor allem Prostata- und Brustkrebs, diskutiert.

## Rezeptoren
Endothelin vermittelt seine Effekte über G-Protein-gekoppelte Rezeptoren, die Endothelinrezeptoren. Derzeit sind zwei Rezeptorsubtypen des Endothelinrezeptors bekannt, die als ETA und ETB bezeichnet werden. ETA-Rezeptoren können unter anderem in glatten Muskelzellen der Blutgefäße gefunden werden, wo sie für die durch Endothelin-1 verursachte Vasokonstriktion verantwortlich sind. ETB-Rezeptoren hingegen sind auf Endothel, Epithelzellen (ET-B1) und glatten Muskelzellen (ET-B2) nachweisbar. Eine Aktivierung endothelialer ETB-Rezeptoren durch Endothelin-1 oder Endothelin-3 kann sowohl eine Vasodilatation (ET-B1: über eine Freisetzung von Stickstoffmonoxid (NO)) als auch eine Vasokonstriktion (ET-B2) zur Folge haben.

## Endothelinrezeptorantagonisten
Die Wirkung von Endothelin kann mit Hilfe sogenannter Endothelinrezeptorantagonisten, im einfachsten Fall durch Blockade der Endothelinrezeptoren, gehemmt werden. Diese Antagonisten (z. B. Ambrisentan, Atrasentan, Bosentan, Clazosentan, Macitentan, Sitaxentan und Tezosentan) werden derzeit insbesondere als Orphan-Arzneimittel in der Therapie der pulmonal-arteriellen Hypertonie eingesetzt. Auch zur Behandlung digitaler Ulzerationen im Zusammenhang mit systemischen Sklerosen sind Endothelinrezeptorantagonisten zugelassen. Klinische Studien geben ebenso Hinweise auf eine Wirksamkeit bei der Behandlung zerebraler Vasospasmen bei Subarachnoidalblutungen, wenngleich der therapeutische Gesamtnutzen unklar ist. Ein möglicher Einsatz von Endothelinrezeptorantagonisten für weitere Anwendungsgebiete, wie beispielsweise dem chronischen Nierenversagen, der arteriellen Hypertonie, der Herzinsuffizienz und verschiedener Krebsformen, wurde in klinischen Studien ohne befriedigendes Ergebnis geprüft. Im Februar 2023 wurde in den USA der dual wirksame Rezeptoranagonist (DARA) Sparsentan zugelassen, der zudem auch den Angiotensin-II-Rezeptor vom Typ 1 blockiert.